# فيكتور لويس (أستاذ جامعي)
فيكتور لويس (بالإنجليزية: Victor Lewis)‏ هو عازف جاز أمريكي، ولد في 20 مايو 1950 في أوماها في الولايات المتحدة.

## وصلات خارجية
- فيكتور لويس على موقع IMDb (الإنجليزية)
- فيكتور لويس على موقع ميوزك برينز (الإنجليزية)
- فيكتور لويس على موقع أول ميوزيك (الإنجليزية)
- فيكتور لويس على موقع ديسكوغز (الإنجليزية)